# Täpäränsaari
Täpäränsaari är en ö i Finland. Den ligger i sjön Enonvesi och i kommunen Nyslott i  landskapet Södra Savolax, i den sydöstra delen av landet, 290 km nordost om huvudstaden Helsingfors. Öns area är 15,4 hektar och dess största längd är 0,7 kilometer i sydöst-nordvästlig riktning.